# HTC Vive XR Elite
O HTC Vive XR Elite é um dispositivo independente com uma plataforma de realidade virtual (tudo-em-um) no formato de um óculos tecnológico de cabeça para jogos eletrônicos (dispositivo tecnológico de imersão em ambiente virtual 3D e em 360°) desenvolvida pela Viveport, anunciado em janeiro de 2023.

## Especificações
Os detalhes técnicos do óculos:
- Tipo: Standalone VR;
- Optics: Pancake lenses
- IPD Range: 54–73 mm, hardware ajustável (manual)
- Passthrough: 16MP RGB câmera
- Display: 2 x LCD binocular
- Resolução: 1920x1920 por-olho
- Atualização: 90 Hz
- Visible FoV: 110° diagonal
- Tracking: Partial finger and thumb tracking via capacitive sensors
- Controle: 2 x Nolo Sonic 2 Controller
- Portas: USB-C, WiFI streaming, WiFi 6E, Bluetooth 5.2 LE
- Chipset: Qualcomm Snapdragon XR2
- CPU: Octa-core Kryo 585 (1 x 2.84 GHz, 3 x 2.42 GHz, 4 x 1.8 GHz)
- GPU: Adreno 650
- Memória: 12 GB LPDDR5
- Armazenamento: 128 GB